# Заручей (муніципальне утворення «Островне»)
Заручей (рос. Заручей) — присілок в Приморському районі Архангельської області Російської Федерації.
Населення становить 31 особу. Входить до складу муніципального утворення Островне поселення.

## Історія
Від 2004 року входить до складу муніципального утворення Островне поселення.

## Населення
| 2002 | 2010 | 2012 |
| ---- | ---- | ---- |
| 53   | ↘35  | ↘31  |